# 轴花木
轴花木（学名：Erismanthus sinensis），为大戟科轴花木属下的一个植物种。其种加词“sinensis”意为“中华的”。